# 關係性量子力學
關係性量子力學（英語：Relational quantum mechanics，RQM）是一種量子力學詮釋，此理論認為量子系統的量子態是隨觀察者而變的；也就是說，量子態是觀察者與系統之間的關係。此一詮釋最早是由卡洛·羅威利在一份1994年的預印本中提出，爾後由許多理論物理學家擴充。這個想法主要受到狹義相對論的激勵，其闡述了觀察到的細節隨不同參考系的觀察者而變，並採用到約翰·惠勒對量子資訊的一些看法。
此理論的主要內容重點並非是物體本身，而是之間的關係。如同羅威利所言：
|  | 量子力學是一個對物理系統相對於其他系統進行物理描述的理論，而如此即是對世界的完備描述。 |

（"Quantum mechanics is a theory about the physical description of physical systems relative to other systems, and this is a complete description of the world".）
- 量子不確定性
- 量子力學
- 量子形上學
- 量子神祕主義（Quantum mysticism）